# Phrudocentra stellataria
Phrudocentra stellataria là một loài bướm đêm trong họ Geometridae.